# Arctia taona
Arctia taona är en fjärilsart som beskrevs av Smith 1957. Arctia taona ingår i släktet Arctia och familjen björnspinnare. Inga underarter finns listade i Catalogue of Life.